# Suzanne Lenglen
Suzanne Rachel Flore Lenglen (Parigi, 24 maggio 1899 – Parigi, 4 luglio 1938) è stata una tennista francese che ottenne grandi successi negli incontri femminili in Francia e Regno Unito tra il 1919 e il 1926, vincendo 25 titoli del Grande Slam tra singolare, doppio e doppio misto.
Atleta estroversa e dettatrice di mode, fu la prima celebrità femminile del tennis e una delle prime stelle internazionali dello sport femminile, soprannominata La Divine dalla stampa francese.

## Biografia

### Gli inizi
Figlia di Charles Lenglen, proprietario di una compagnia di carrozze, e della moglie Anaïs, Suzanne Lenglen nacque a Parigi. Durante la gioventù soffrì di numerosi problemi di salute, compresa un'asma cronica che l'avrebbe afflitta anche in età adulta. Poiché la figlia era così fragile e malaticcia, suo padre decise che sarebbe stato bene per lei praticare tennis per rafforzarsi. Suzanne impugnò la racchetta per la prima volta nel 1910, quando giocò sul campo da tennis della proprietà di famiglia a Marest-sur-Matz. La giovane ragazza apprezzò il gioco, e il padre decise di continuare a farla allenare. I suoi metodi di allenamento comprendevano un esercizio in cui faceva cadere un fazzoletto in vari punti del campo, nei quali la figlia doveva dirigere la pallina.

### 1912-1913: Primi titoli
Partecipa al suo primo torneo nel 1912, il campionato di Compiègne. Nel corso del torneo usufruisce del ritiro al primo turno della sua avversaria e si aggiudica il match nei quarti di finale. Tuttavia, viene sconfitta in semifinale da Jeanne Matthey. Per quanto riguarda la specialità del doppio e doppio misto, se li aggiudica entrambi. Nel 1913, dopo essersi aggiudicata due titoli a gennaio, va a Nizza per rappresentare il Club della città contro il Club italiano di Bordighera. Disputa un solo match in singolare; l'esito è positivo, in quanto la Lenglen concede solamente due games all'avversaria. Il mese seguente, in coppia con Elizabeth Ryan, statunitense trasferitasi in Inghilterra, prende parte al torneo di Monte Carlo. Le due perdono la finale al terzo set: sarà l'unica sconfitta della coppia Lenglen/Ryan. Grazie ai numerosi successi, viene invitata a disputare i Campionati del Sud della Francia, venendo sconfitta nei quarti di finale da Dagmar von Krohn. Successivamente, a qualche settimana di distanza dal suo 14º compleanno, si aggiudica i titoli a Compiegne e a Lilla. In seguito, raggiunge altre due finali, nelle quali si ritira a favore di Jeanne Matthey. Nonostante ciò, si riprende a fine stagione con la vittoria di altri due tornei contro Blanche Colston, contro la quale vincerà anche nella specialità del doppio misto.

### 1914

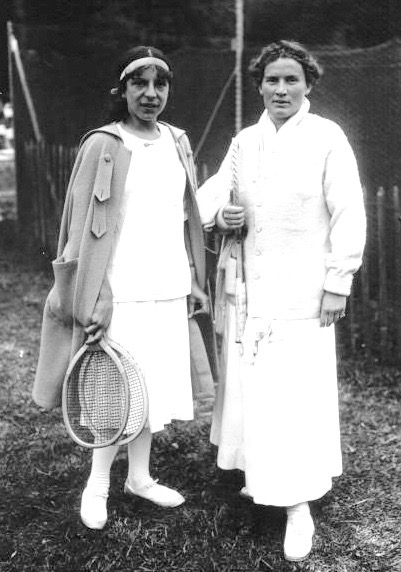
Suzanne con Elizabeth Ryan (destra) nel 1914

Tornata in Riviera, vince due tornei a Cannes (di cui uno contro la favorita Ruth Winch) e uno in doppio misto con Anthony Wilding, sempre a Cannes. Ciò nonostante, perde nei quarti di finale contro Elizabeth Ryan a Monte-Carlo e contro Dorothea Lambert-Chambers, sei volte campionessa di Wimbledon, in semifinale ai Campionati del Sud della Francia. Restando a Cannes, si vendica su Ryan in finale, invece viene sconfitta nella finale del doppio misto dalla stessa Ryan e da Max Décugis.
Solo quattro anni dopo aver tirato i primi colpi, la Lenglen giocò nella finale dei Campionati Francesi del 1914. Il torneo, un predecessore dell'Open di Francia, fino al 1925 rimase riservato ai soli membri di club francesi. Invitata dunque a partecipare, viene estratta come una delle sei giocatrici che avrebbero avuto la possibilità di sfidare la campionessa uscente Marguerite Broquedis in finale, nel caso in cui avessero battuto le altre cinque pretendenti. Lenglen ci riuscì e nel match finale, cedette in rimonta a Broquedis con il punteggio di 5–7, 6–4, 6–3. Tale partita sarà ricordata come l'ultima persa da Suzanne, che non sia per ritiro. Ha più fortuna nel doppio misto, in quanto si aggiudica il titolo in coppia con Max Decugis.
Questi risultati le permisero di prendere parte, nello stesso anno, a Saint-Cloud, ai Campionati del Mondo su Terra battuta, uno dei tornei più importanti a livello internazionale. Arrivata in finale ai danni di Phyllis Satterthwaite e Suzanne Amblard, concede solamente tre giochi a Germaine Golding: è il primo titolo importante per la Lenglen, all'età di quindici anni, compiuti durante il torneo.
Per quanto riguarda il doppio femminile, in coppia con Ryan supera nell'ultimo atto le sorelle Amblard senza concedere un game. Invece, nel doppio misto, viene sconfitta insieme a Ludwig von Salm da Ryan e Decugis. Il suo esordio sui campi londinesi nel Torneo di Wimbledon 1914, viene posticipato a causa di suo padre, preoccupato da una possibile sconfitta contro Dorothea Lambert-Chambers.
Lo scoppio della prima guerra mondiale fermò gran parte delle competizioni nazionali e internazionali, e la nascente carriera della Lenglen venne messa in attesa.
Prima dello scoppio della prima guerra mondiale, si aggiudica altri due titoli e raggiunge la finale anche ai Campionati di Compiegne, dove perde contro Suzanne Amblard.

### 1915-1918: Prima Guerra Mondiale
Durante gli anni della Prima Guerra Mondiale i tornei vennero tutti annullati, ma Lenglen continuò ad allenarsi nella sua casa a Nizza. Infatti, il Sud della Francia è stato meno colpito dalla guerra rispetto al nord, tant'è che molti soldati che fuggivano dal conflitto si fermarono a Nizza. Tra loro c'erano anche numerosi tennisti di alto livello come gli statunitensi Richard Norris Williams e Clarence Griffin, i quali parteciparono ai tornei di beneficenza a Cannes per raccogliere fondi per la Croce Rossa francese. Anche Suzanne Lenglen partecipò ed ebbe l'opportunità di disputare qualche partita contro tennisti del sesso opposto.

### 1919: 1º titolo a Wimbledon

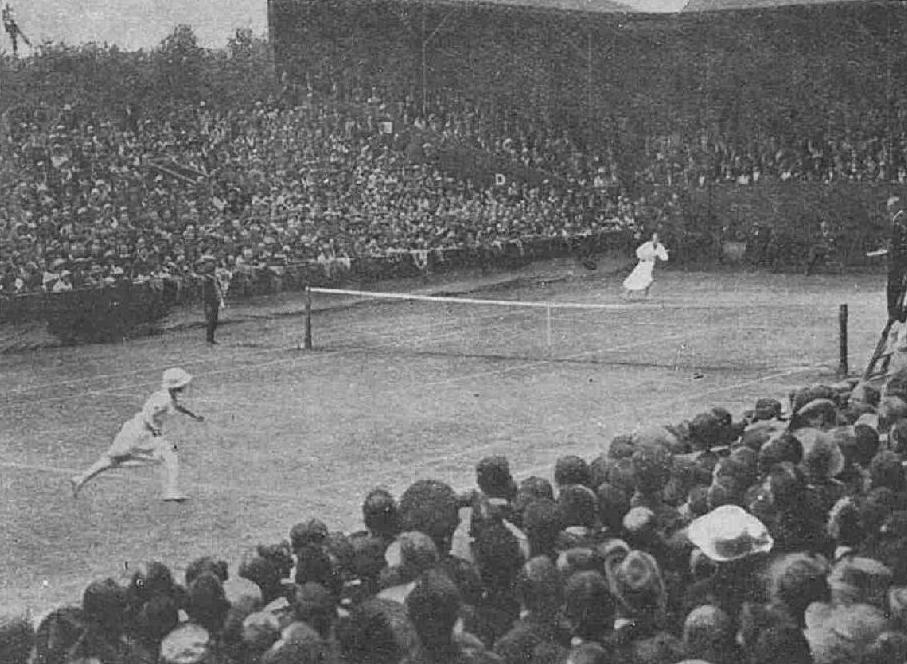
Lenglen (in basso) mentre affronta Dorothea Lambert-Chambers a Wimbledon 1919

Molti tornei ripresero nel 1919 e Suzanne contava già: 9 titoli, a fronte di 10 tornei disputati, in singolare, 4 titoli in doppio su 4 finali disputate e 8 titoli in doppio misto su 10 finali raggiunte. Si aggiudica il Campionato del Sud della Francia a marzo senza concedere un game. Due mesi più tardi, vince il Campionato di Parigi, torneo simile ai Campionati Francesi, i quali ancora per quest'anno vengono annullati insieme al Campionato del Mondiale su Terra battuta.
Esordisce al Torneo di Wimbledon 1919. Si adottava ancora l'estrazione di sei giocatrici che, successivamente, avrebbero sfidato la campionessa in carica dopo la vittoria di tutte e cinque le partite. Con la vittoria di quattro round concedendo solo sei games, la Lenglen sconfisse le campionesse Ethel Thomson Larcombe e Kitty McKane, per poi affrontare la sua compagna di doppio, Elizabeth Ryan. Contro la statunitense, dovette recuperare un 2-5 nel terzo parziale; tuttavia ci riuscì, complice anche l'interruzione per pioggia sul 5-5 e 30-30. In semifinale sconfigge con facilità Sattherthwaite e si appresta ad affrontare la quarantenne campionessa in carica Dorothea Lambert-Chambers. Il primo set è bilanciato per Lenglen, la quale conduce per 5-3, salvo poi subire un recupero clamoroso della britannica che si porta avanti per 6-5 e serve con due set points a suo favore. Tuttavia, la francese riesce a rimontare, concludendo il primo parziale con il punteggio di 10-8. Il secondo parziale viene vinto dalla britannica con un comodo 6-4. L'ultimo parziale è simile al primo: Lambert-Chambers si trova sotto di 1-4 e poi recupera, portandosi avanti per 6-5 con due match points a disposizione. Suzanne annulla nuovamente entrambi i match points ai danni della tennista di casa, vincendo il primo titolo Slam della carriera con il punteggio finale di 10-8 4-6 9-7. Questa finale viene ricordata anche come il match che stabilì il record di game disputati (44), superata poi dall'ultimo atto tra Margaret Smith Court e Billie Jean King nel 1970 (46). Inoltre, circa 8000 persone, tra cui anche il Re Giorgio V del Regno Unito e Maria di Teck, seguirono dagli spalti la partita, nonostante la capienza massima fosse inferiore di almeno 3500 posti. I trionfi della Lenglen non finiscono qui: si aggiudica anche il titolo nel doppio con Elizabeth Ryan ai danni di Lambert-Chambers e Larcombe. Invece, nel doppio misto viene sconfitta nei quarti di finale da Ryan e Randolph Lycett: è l'unica sconfitta della stagione, eccetto i ritiri.

### 1920: Campionessa olimpica in singolare e doppio misto, vittoria a Wimbledon in tutte le specialità
Apre gli Anni 20 con cinque titoli sulla Riviera francese, tre dei quali vinti contro la compagna di doppio, Elizabeth Ryan. Per motivi di salute, non riesce a difendere la vittoria finale nei Campionati del Sud della Francia dell'anno precedente, poiché si ritira contro Geraldine Beamish. Quest'ultima era riuscita a vincere solamente sette games nel loro ultimo incontro, ovvero il numero massimo di giochi persi da Suzanne durante la stagione 1920. Raggiunge la finale nel doppio misto, dove viene sconfitta da Ryan: è l'unica sconfitta in questa specialità nella stagione. Non disputa i Campionati del Mondo su Terra battuta, recuperando in tempo per i Campionati Francesi. Lenglen senza difficoltà si spinge in finale, dove supera nuovamente Marguerite Broquedis. Vince anche nelle specialità del doppio: insieme a Élisabeth d'Ayen e a Max Décugis. 

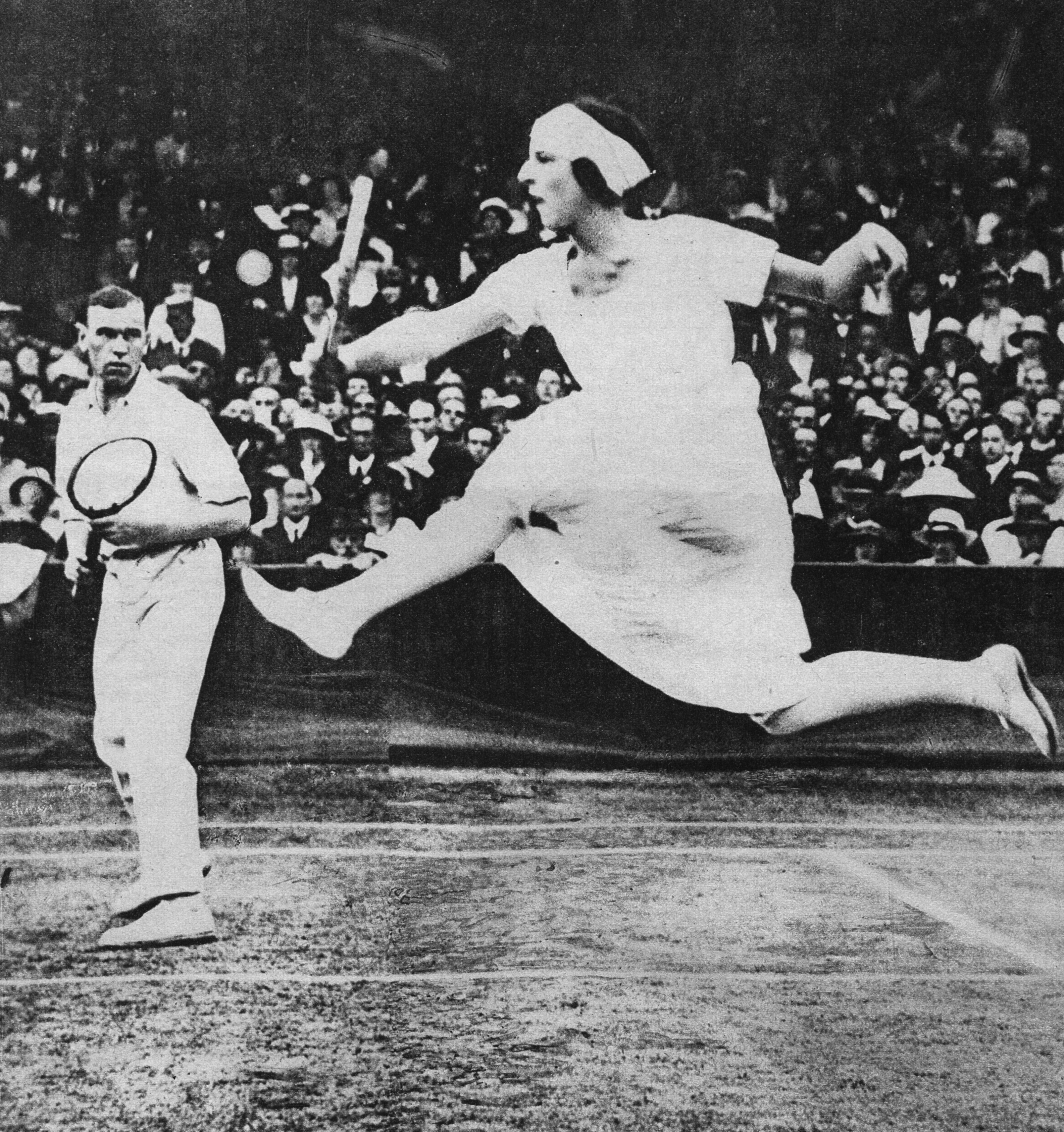
Lenglen in azione a Wimbledon 1920 in un match di doppio misto con Gerald Patterson

Si presenta al Torneo di Wimbledon 1920 come campionessa in carica e, dunque, non disputa alcun incontro prima della finale. La sua avversaria si rivelerà essere di nuovo Dorothea Lambert-Chambers, ma stavolta l'esito sarà piuttosto netto con la britannica capace di opporre resistenza solo all'inizio del primo set: 6-3, 6-0. Quest'anno però, a differenza dell'anno precedente, vince sia in doppio femminile, con Ryan, sia nel misto, con Gerald Patterson. La decisione della Lenglen di giocare con Patterson portò la Federazione Francese a minacciarla di non pagare le spese per il viaggio, poiché la compagna non era una compatriota. Le spese verranno poi pagate dalla sua famiglia. Non fu solo il suo gioco a farsi notare, comunque. La Lenglen attrasse molta attenzione da parte dei media, quando apparve a Wimbledon con un vestito che rivelava gli avambracci nudi e con la gonna tagliata appena sopra il polpaccio, mentre tutte le altre giocatrici giocavano con abiti che coprivano quasi tutto il corpo. I composti britannici furono inoltre sconcertati dalla baldanza della francese, che sorseggiava con nonchalance del brandy tra un set e l'altro.
In vista dei Giochi della VII Olimpiade, si aggiudicò due titoli in Belgio. Nel corso delle Olimpiadi, vince due medaglie d'oro (singolare e doppio misto) e una di bronzo (doppio femminile). In singolare, supera in finale Dorothy Holman concedendo appena quattro giochi in tutto il torneo, mentre in coppia con Max Decugis si aggiudica anche il doppio misto. Il duo Lenglen/d'Ayen, invece, si rivela essere poco incisivo nella semifinale contro McKane e Winifred McNair: verranno sconfitte per 6-8 nel terzo parziale. Il match valido per la medaglia di bronzo non si disputerà a causa del ritiro delle avversarie.
Dal 1919 al 1925, Suzanne Lenglen vinse il singolo al torneo di Wimbledon ogni anno con l'eccezione del 1924, in cui dei problemi di salute causati dalla sua asma, che l'aveva già fatta uscire dai Campionati di Francia, la costrinsero a ritirarsi dopo il quarto turno. Dal 1920 al 1926 vinse i Campionati di Francia (Internazionali di Francia dal 1925) per sei volte.

### 1921: 3º titolo a Wimbledon in singolare e in doppio femminile

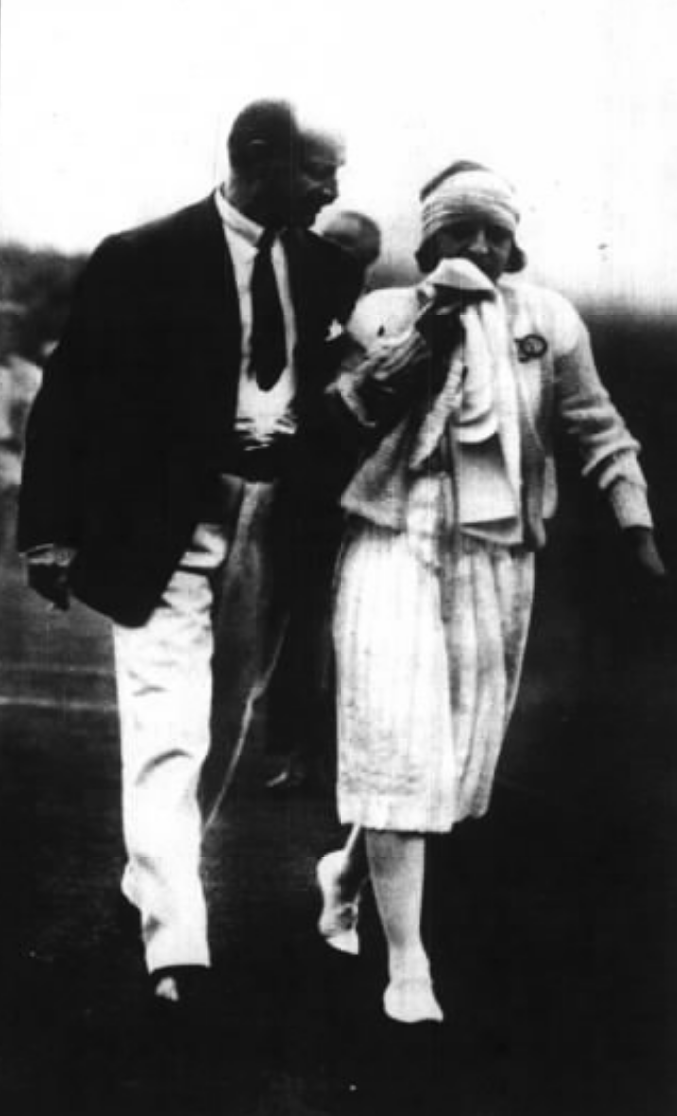
Suzanne esce in lacrime dal campo nel tour statunitense nel 1921

Inizia la nuova stagione con 8 titoli in singolare, 6 in doppio e 7 nel doppio misto sulla Riviera francese. Incassa un'unica sconfitta nel doppio misto con Charles Aeschlimann, per ritiro nel terzo set contro Jack Hillyard e Phyllis Satterthwaite. Lenglen si trova nuovamente opposta alla compagna di doppio Elizabeth Ryan in molteplici occasioni, riuscendo sempre a sconfiggerla.
Si presenta ai Campionati Francesi attendendo la vittoriosa dei cinque incontri, ma a causa del ritiro di Germaine Golding in finale, non dovette nemmeno scendere in campo per reclamare il titolo vinto l'anno precedente. Si aggiudica il trofeo anche nel doppio e nel doppio misto. Sempre a maggio, gli Stati Uniti chiedono ai tennisti Molla Mallory e Bill Tilden di competere ai Campionati del Mondo su Terra battuta, nella speranza di convincere Suzanne Lenglen a partecipare ai tornei nel nuovo continente. La francese si imbatte nella statunitense in finale ai Campionati, riuscendo a sconfiggerla; in coppia con Germaine Golding e Jacques Brugnon si aggiudica il titolo anche nel doppio.
Si reca a Londra per il Torneo di Wimbledon 1921, dove vince il terzo titolo londinese contro Elizabeth Ryan. La francese, trovatasi sotto di 1-2, si aggiudica i seguenti undici games per assicurarsi la vittoria. In coppia con Ryan, vince la specialità del doppio femminile, mentre è costretta a ritirarsi nel secondo turno insieme ad André Gobert, a causa di un infortunio alla caviglia di quest'ultimo.

#### Il fallimentare esordio americano
L'unica sconfitta della Lenglen nel singolo di un torneo, durante questo periodo, avvenne in un'apparizione non programmata agli U.S. National Championships del 1921. Quell'anno, per raccogliere fondi per la ricostruzione delle regioni della Francia che erano state devastate dalle battaglie della prima guerra mondiale, si recò negli Stati Uniti per giocare diverse esibizioni contro la campionessa norvegese naturalizzata statunitense Molla Bjurstedt-Mallory.
Arrivando a New York, la Lenglen apprese che, senza il suo permesso, gli organizzatori degli U.S. Championships avevano annunciato la sua partecipazione al torneo. La pressione pubblica fu tale che accettò di competere nel torneo, benché stanca e sofferente per quella che le sarebbe stata in seguito diagnosticata come pertosse. Con sua sorpresa non esistevano teste di serie per questo evento, e venne sorteggiata per giocare contro la campionessa uscente Bjurstedt-Mallory.
Nel loro incontro, la Lenglen perse il primo set 6–2 e proprio mentre era in corso il secondo, iniziò a tossire e scoppiò in lacrime, incapace di continuare. La folla la derise mentre abbandonava il campo e la stampa statunitense la criticò duramente. La cosa peggiorò quando, su ordine del dottore, dopo che venne confermata la diagnosi di pertosse, ella dovette cancellare i suoi incontri di esibizione. Non abituata a un tale trattamento, la Lenglen, devastata, se ne tornò a casa.

### 1922-1923: Dominio assoluto, striscia di 179 vittorie consecutive e 45 titoli totali

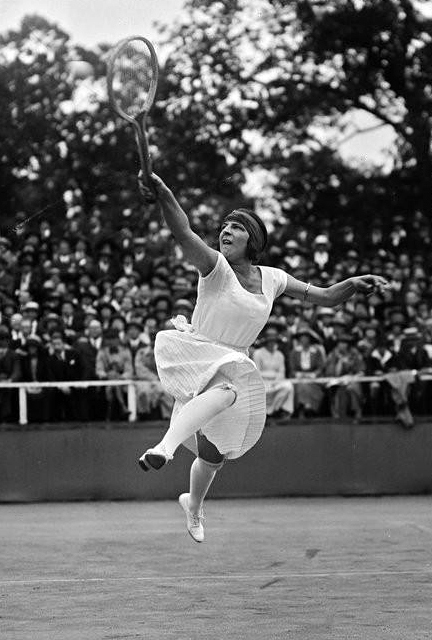
Lenglen nel 1922

Una volta tornata in salute, si impegnò per avere la sua rivincita.
Apre la stagione a marzo, con la vittoria nelle specialità del doppio ai Campionati del Sud della Francia. Ritorna a giocare in singolare a Beausoleil, dove si sbarazza di tutte le avversarie mettendo in bacheca un altro titolo senza cedere un game e lasciando alle avversarie solo una manciata di punti. Questo rappresenta per la Lenglen le prime vittorie della striscia positiva di 179 incontri, prima di porre fine alla carriera amatoriale.
Successivamente, vince il singolo, doppio femminile e doppio misto ai Campionati del Mondo su Terra battuta, ai Campionati Francesi e al Torneo di Wimbledon 1922. Nel primo campionato citato, ha quasi perso un set contro Kathleen McKane in semifinale: la britannica si era trovata a condurre per 5-4 e due set points, prima di venire rimontata dalla francese per 10-8. Nei tornei di Parigi e Londra, invece, si verificò una vera e propria rivoluzione. Difatti, la Lenglen accettò, su richiesta degli organizzatori, di disputare tutte le partite dei vari round e non solo quella finale, come accadeva nelle edizioni precedenti. Nel corso del torneo inglese, la Lenglen perse più di un gioco in tre occasioni, ovvero contro Kathleen McKane (7-5 nel secondo set), Elizabeth Ryan (8-6 nel secondo set) e Irene Peacock (6-4 nel primo set). Nella finale del singolo a Wimbledon l'anno seguente, sconfisse Molla Mallory in soli 26 minuti, vincendo 6–2, 6–0. Le due si incontrarono di nuovo nello stesso anno, in un torneo a Nizza, e la Mallory non riuscì a vincere nemmeno un gioco.
(René Lacoste, "Il piacere del tennis")
Lenglen vinse più titoli nel 1923 che in qualsiasi altra stagione: 16 titoli in singolare su 16 tornei disputati, 13 trofei in doppio femminile su 14 tornei, 16 titoli in doppio misto su 18 finali. 

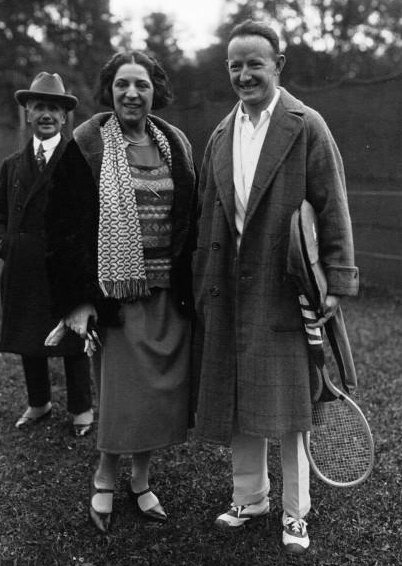
Lenglen con Bill Johnston nel 1923

Si recò in Costa Azzurra per smentire le critiche della stampa francese, la quale accusava Suzanne e Molla Mallory di evitarsi sul circuito. Queste si sfidarono nella semifinale ai Campionati del Sud della Francia e la Lenglen vinse con un nettissimo 6-0, 6-0. Sarà l'ultimo incontro tra le due. Nello stesso torneo, la striscia di vittorie consecutive durata dodici mesi della Lenglen, si interruppe con la sconfitta in doppio misto contro Elizabeth Ryan e Lycett. Un altro dato importante invece riguarda il doppio femminile. Insieme alla sua compagna Ryan, nella finale di Monte Carlo perde un set contro Dorothea Lambert-Chambers e Kathleen McKane: è la prima e l'ultima volta per la coppia franco-statunitense.
Ai Campionati del Mondo su Terra battuta affronta la McKane in tutte e tre le finali svoltesi nello stesso pomeriggio. Nel doppio femminile, in assenza di Ryan, arruola Germaine Golding come compagna. Tuttavia vengono sconfitte dalla coppia Kathleen McKane/Geraldine Beamish. Questa sarà l'ultima edizione di tale torneo.
Ai Campionati Francesi, il formato delle edizioni precedenti era stato abolito (sei partecipanti, di cui la migliore si batterà con la campionessa in carica per il titolo). Ciò non creò problemi alla Lenglen, che si aggiudicò il titolo in tutte le specialità senza perdere un set. Vince il doppio misto per il terzo anno consecutivo con Brugnon, mentre il doppio femminile trionfa con Julie Vlasto. In singolare invece nell'ultimo atto si trovò sotto di 0-4 contro Germaine Golding e il pubblicò insolitamente la fischiò; Suzanne si riprenderà e vincerà il parziale per 6-4.
Nel Torneo di Wimbledon 1923 non ha problemi ad aggiudicarsi il singolare e il doppio femminile, mentre subisce la seconda sconfitta stagionale in coppia con Jean Washer contro Ryan e Lycett.
Successivamente, esce dai confini francesi e vince numerosi titoli in Belgio, Spagna e Portogallo.

### 1924: Scarsi risultati Slam
Per la prima volta dal 1913, la Lenglen non vanta nella sua bacheca un titolo del Grande Slam, nonostante non abbia perso in alcuna disciplina, se non per ritiro.
Le malattie l'hanno limitata nei tornei della Riviera francese, ma Suzanne riesce comunque ad aggiudicarsi tre titoli su tre finali raggiunte. Diversamente dalle stagioni precedenti, giocò più regolarmente nelle specialità del doppio, trionfando in totale 16 volte su 16 tornei disputati. Il match più vicino alla sconfitta è stato quello in coppia con Henry Mayes nel doppio misto di Cannes. Qui, riuscirono a spuntarla per 15-13 al terzo parziale contro Ryan e Aeschlimann: si tratta del set più lungo, per numero di game, della carriera della Lenglen.
Nel mese di aprile, si reca in Spagna per il torneo di Barcellona. Nonostante la vittorie in tutte le discipline, è costretta a saltare i Campionati Francesi a causa dell'ittero, contratto nella penisola iberica.
Prende parte al Torneo di Wimbledon 1924 contro i pareri dei medici. Si aggiudica le prime tre partite senza cedere un game, per poi incontrare Elizabeth Ryan, un'avversaria molto più temibile delle precedenti. Dopo aver vinto il primo parziale, Lenglen perde il secondo set per 8-6: è il terzo set perso delle francese nel post-guerra. Suzanne si riprende e vince il match per poco, ma si ritira nel turno successivo e da tutti i tornei seguenti, tra cui i Giochi della VIII Olimpiade, tenutisi a Parigi. In queste Olimpiadi, gli statunitensi si presero tutte le medaglie d'oro nelle tre discipline. Nel singolo femminile trionfò Helen Wills Moody.

### 1925: 1° Internazionali di Francia

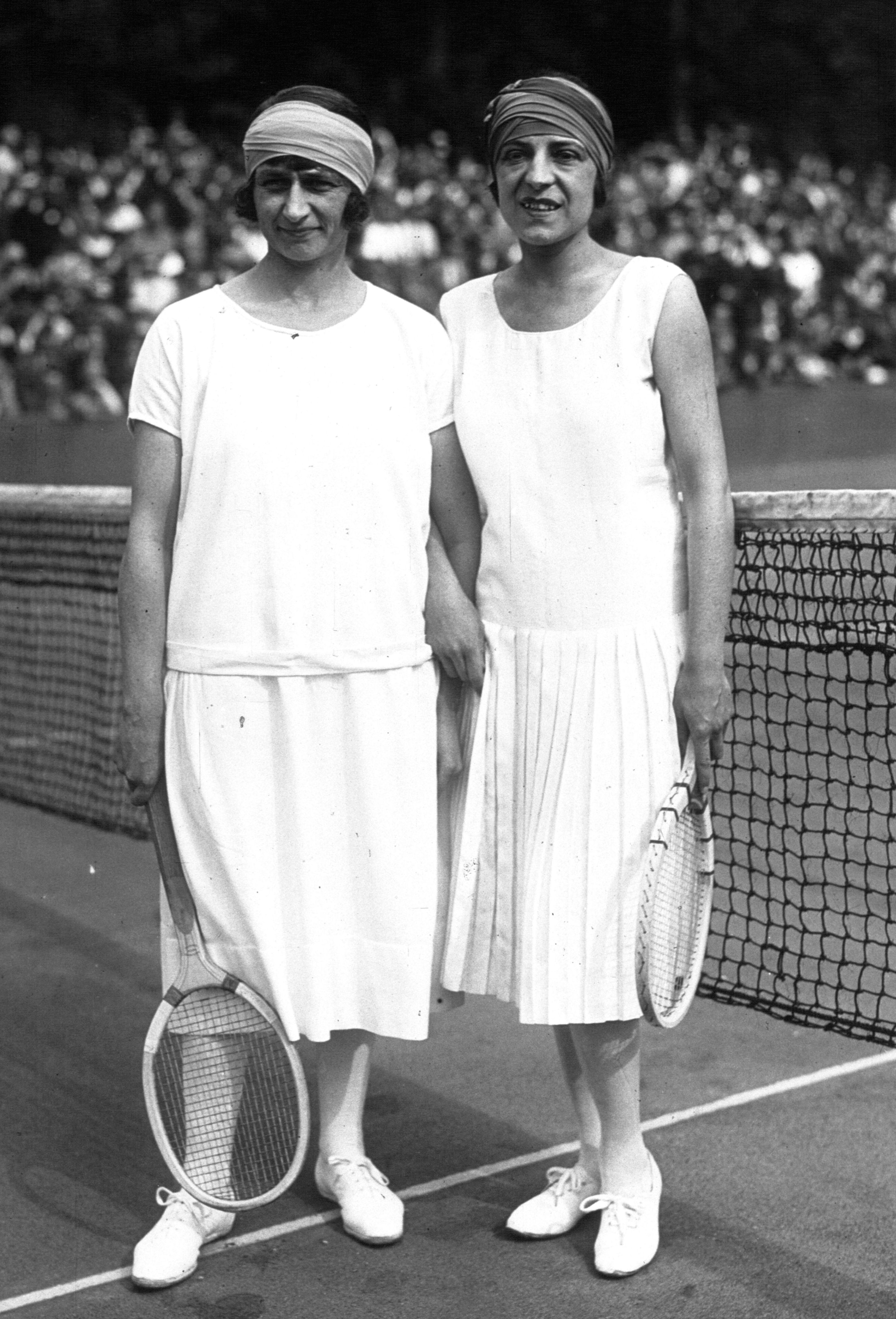
Lenglen con Kathleen McKane (sinistra) agli Internazionali di Francia 1925

Nella prima settimana di gennaio del nuovo anno, torna a giocare a Cannes. Partecipa solo nel doppio insieme a Elizabeth Ryan, con esito positivo. In singolare si aggiudica due tornei della Riviera francese. La sua unica sconfitta nella prima parte della stagione, sarà quella con Aeschlimann ai Campionati della Costa Azzurra per mano di Ryan e Umberto De Morpurgo.
Si presenta nel mese di maggio ai primi Internazionali di Francia, che vanno a sostituire i Campionati Francesi, precedentemente aperti solo ai tennisti francesi. Il nuovo torneo del Grande Slam si disputa nel vecchio campo dei Campionati del Mondo su Terra battuta. In singolare Lenglen supera in finale Kathleen McKane, alla quale concede appena tre games. In coppia con Julie Vlasto si impone nell'ultimo atto su McKane ed Evelyn Colyer: il match è degno di nota solamente per il secondo parziale, nel quale le francesi perdono per 9-11, vincendo il primo e il terzo con facilità. Nel doppio misto con Jacques Brugnon, si sbarazzano della stessa Vlasto e Henri Cochet.
Proseguono i successi al Torneo di Wimbledon 1925, dove trionfa nuovamente in tutte le discipline. Sigla un record nel singolare, poiché concede solamente cinque giochi in totale alle avversarie, il minor numero in assoluto di Wimbledon. Le vittorie sono state ai danni di Elizabeth Ryan (esordio), sulla campionessa in carica Kathleen McKane (semifinale) e Joan Fry (finale). Nel doppio misto, insieme a Jean Borotra superano in semifinale Randolph Lycett e sua moglie Joan Lycett alla meglio dei tre sets. Successivamente, in finale estromettono Ryan e Morpurgo. In coppia con Ryan, si aggiudicano il loro ultimo torneo insieme senza perdere cedere alcun set.
Nella seconda parte della stagione la Lenglen viene chiamata a rappresentare la Francia contro l'Australia. L'esito è positivo, in quanto conduce il proprio paese alla vittoria finale per 7 a 4. Suzanne si aggiudicò due partite in singolare e una in doppio insieme a Julie Vlasto. I giocatori della squadra australiana, si fermarono a Deauville per alcuni tornei francesi. La Lenglen affrontò nuovamente Daphne Akhurst, campionessa del torneo pre-Australian Open, superandola in finale. Nel mese di ottobre, Suzanne tornò in Inghilterra per giocare nel nuovo torneo su pavimentazione in legno e al coperto, il Cromer Covered Courts. Si unì a Dorothea Lambert-Chambers per la prima volta in doppio, mentre in doppio misto giocò con Brugnon, riuscendo a vincere in entrambe le discipline. Questo è l'unico torneo vinto da Lenglen, oltre a Wimbledon, in Inghilterra e al coperto.

### 1926: La partita del secolo e il ritiro da Wimbledon

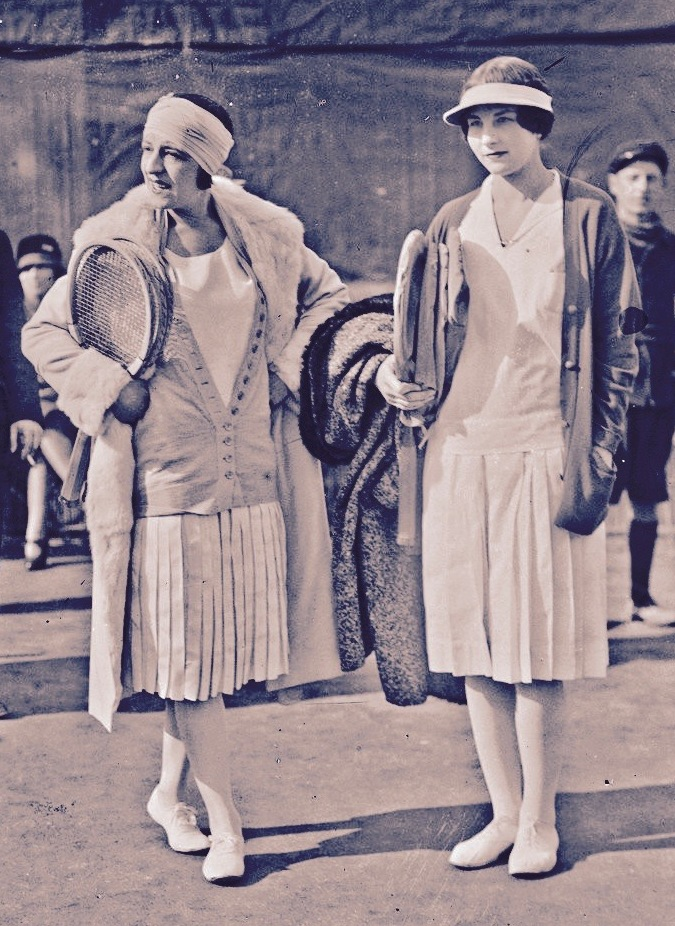
Lenglen insieme a Helen Wills Moody (destra) nel 1926

Il 1926 sarà l'ultimo anno da dilettante per la tennista francese, nonostante le voci di un possibile ritiro si facessero sempre più concrete e rumorose.
A inizio anno la tre volte campionessa in carica agli U.S. National Championships, Helen Wills Moody, si recò in Francia nella speranza di giocare contro Suzanne Lenglen. Poiché entrambe godevano di numerosi sostenitori e di una fama notevole, un loro possibile match suscitò molto interesse mediatico.
Le due non si erano mai sfidate nei primi tre tornei dell'anno, complice la scelta della francese di disputare solo tornei nelle specialità del doppio e quella della Wills di disputare solo singoli. Tuttavia, si scontrano a Nizza in un match del doppio misto, dove la coppia franco-italiana formata dalla Lenglen e da Umberto De Morpurgo sconfiggono la Wills e Aeschlimann. La settimana seguente, entrambe decidono di prendere parte al torneo del Carlton Club di Cannes nella specialità del singolo. L'interesse crescente degli appassionati ha costretto gli organizzatori a moltiplicare i posti intorno al campo principale nell'eventualità di un possibile scontro tra le due stelle del tennis. Difatti entrambe giunsero in finale senza difficoltà e tutti i 3000 posti a sedere furono venduti a 300 franchi ciascuno, insieme ai posti in piedi fino all'esaurimento di spazio a 100 franchi a testa. Inoltre, i proprietari delle ville adiacenti al campo vendettero dei biglietti fittizi ai numerosi fan per seguire lo scontro dal tetto, mentre alcunidecisero di arrampicarsi sugli alberi. L'esito della partita è a senso unico per la Lenglen: vittoria in due parziali. Sul primo match point di Suzanne, avanti per 6-5, sia le due giocatrici sia la folla pensarono che la francese avesse vinto quando un urlo di uno spettatore chiamò fuori la palla colpita dalla statunitense. Tuttavia, il giudice di linea la chiamò buona e Wills si aggiudicò il game. Questo, però, non causò un crollo di nervi della beniamina di casa, la quale si aggiudicò i due giochi seguenti necessari e concluse il match del secolo con il punteggio di 6-3, 8-6.
Nonostante entrambe giocassero nei tornei della Riviera francese, avevano preso la decisione di non scontrarsi nuovamente prima di uno dei tornei del Grande Slam. Purtroppo la stagione per Wills terminò quando fu costretta a operarsi per l'appendicite, dopo la vittoria nel secondo turno degli Internazionali di Francia 1926 e si ritirò anche da Wimbledon. In assenza della temibile avversaria, Lenglen trionfa in tutte le specialità a Parigi: batte Mary Browne in singolare; insieme a Julie Vlasto supera Evelyn Colyer e Kathleen McKane e con il connazionale Jacques Brugnon estromette Nanette le Besnerais e Jean Borotra.

#### Clamoroso ritiro da Wimbledon
Il Torneo di Wimbledon 1926 era noto come campionati giubilari per commemorare la 50ª edizione del torneo. Nonostante la Lenglen fosse la favorita in assoluto alla vittoria finale con Wills fuori dai giochi, la sua partecipazione fu messo in dubbio. Suo padre, gravemente malato, aveva bisogno di cure costose e le finanze di Suzanne diminuirono. Nei tornei precedenti, le varie federazioni pagavano ai propri tennisti migliori le spese, in modo da permettere loro di guadagnare mantenendo la status di dilettanti. Tuttavia, nel 1926, gli organizzatori di Wimbledon coprivano solo le spese di viaggio, senza dare alcun incentivo in più. Inoltre, la Lenglen entrò in conflitto con la Federazione Francese, poiché la campionessa voleva disputare il doppio insieme alla compagna storica Elizabeth Ryan e non insieme alla connazionale Julie Vlasto. Nonostante Suzanne avesse accettato di gareggiare con la Vlasto, la situazione peggiorò ulteriormente: l'avversaria estratta per il match d'esordio in questa disciplina fu proprio la Ryan.
Precedentemente a questo incontro, le due avevano giocato insieme a Maria di Teck nelle esibizioni di beneficenza prima dell'inizio dello Slam. Lenglen e Ryan furono sconfitte a sorpresa da McKane e Kea Bouman. Questo risultato, non essendo ufficiale, non rientra tra le sconfitte della coppia. 

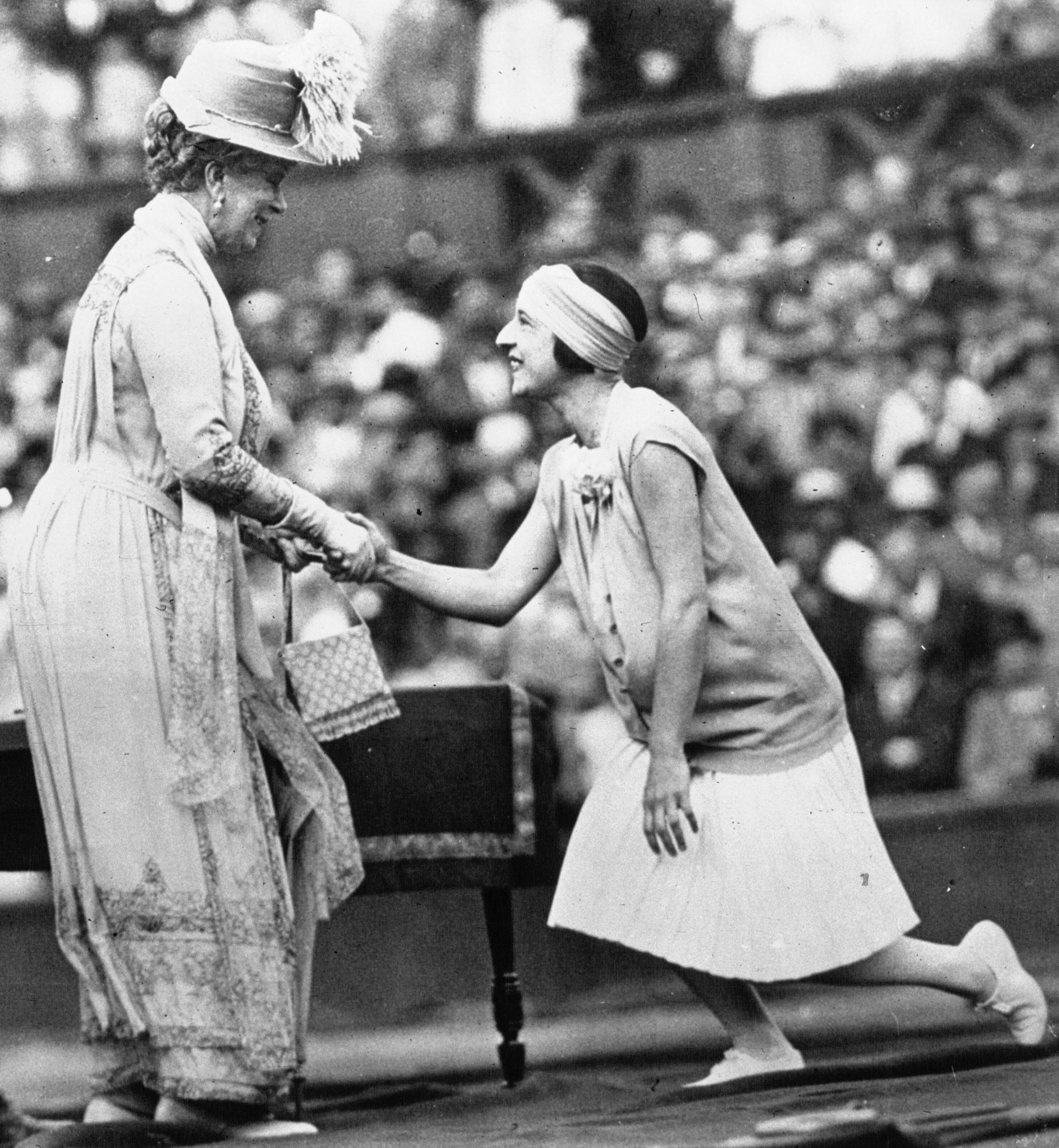
Lenglen con Maria di Teck a Wimbledon 1926

L'esordio in singolare non è dei migliori. Nonostante una schiacciante vittoria contro la Browne, la Lenglen perde cinque giochi, ovvero il totale dei giochi persi nel corso di tutto il torneo dell'edizione precedente. Avrebbe dovuto giocare il match di doppio contro la Ryan alle 16:30 del giorno seguente, seguito dalla partita del secondo turno del singolo. Tuttavia, il match di singolo fu spostato alle 14:00, posticipando l'incontro di doppio, in modo da permettere alla famiglia reale di essere presente. Suzanne non venne informata del cambiamento fino alla mattina seguente, e non voleva disputare il match di singolare prima di quello contro la Ryan. Inoltre, alle 14:00 aveva un appuntamento dal medico. Appreso il cambio di orario, chiese a Jacques Brugnon di dire all'arbitro del torneo di riprogrammare la partita del singolare, ma egli non ricevette mai il messaggio di Brugnon. Quando la francese arrivò sul terreno di gioco alle 15:30, Maria di Teck e il resto della folla stavano aspettando da un'ora e mezza. Di conseguenza, si rifiutò di giocare entrambe le partite ritirandosi. Tuttavia, nessuno degli organizzatori e degli oppositori della Lenglen volevano che si ritirasse dal torneo. Le partite vennero spostate al giorno seguente con il seguente ordine: prima il doppio e poi il singolo. Nella partita insieme alla Vlasto, vengono sconfitte dalla Ryan e da Mary Browne, nonostante un vantaggio di 7-6 e tre match points delle coppia francese. La folla, solitamente a favore di Suzanne, si scagliò contro di lei, complice anche un articolo fasullo pubblicato della stampa inglese che affermava che la Regina Maria era arrabbiata nei suoi confronti per aver insultato la famiglia reale. Il match del singolo contro Evelyn Dewhurst fu posticipato nuovamente al giorno seguente, a causa della lunga durata del match di doppio. Nonostante l'esito fosse favorevole alla francese, ella perse quattro giochi, più di quanto ci si aspettasse. Vinse anche la partita d'esordio nel doppio misto, salvo poi ritirarsi dal torneo per un problema alla spalla.
Questo sarà l'ultimo torneo amatoriale per Suzanne Lenglen.

### 1926-1927: Carriera da professionista

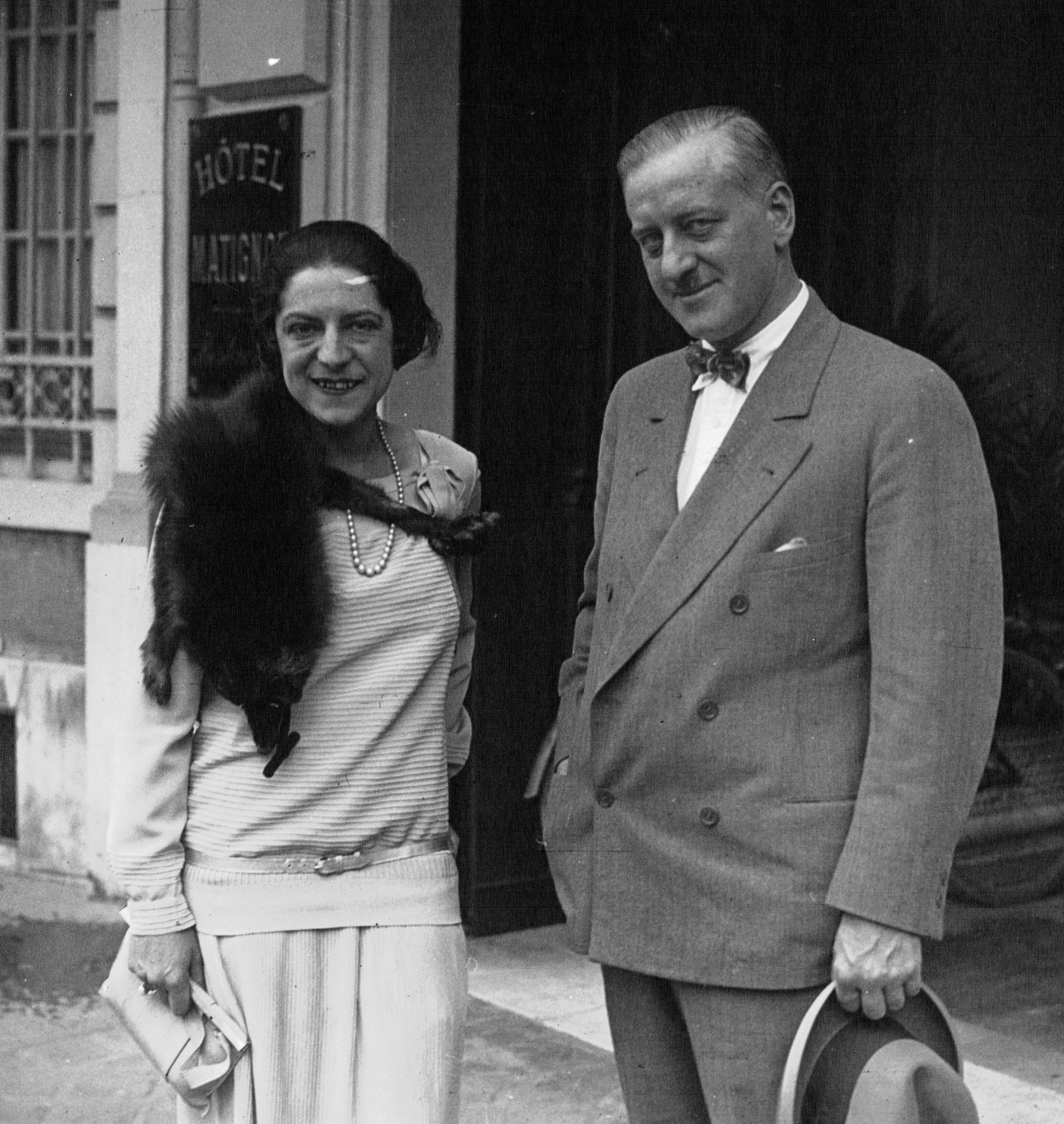
Lenglen insieme a Charles C. Pyle nel 1926

Un mese dopo essersi ritirata da Wimbledon, firma un contratto da 50000 $ con il promotore sportivo Charles C. Pyle per svolgere un tour professionistico di quattro mesi, partendo da ottobre 1926, per gli Stati Uniti. Lenglen discusse con il socio di Pyle, Williams Pickens, il quale le aveva proposto un contratto da 200000 franchi in aprile, mentre era in visita nella Riviera francese per osservare la tennista durante la finale contro Molla Mallory nel 1923, poi rifiutato dalla Lenglen per mantenere il suo status di dilettante.
Inizialmente, la discussione si focalizzò sul desiderio della francese di partecipare a un circuito professionistico, restando una tennista dilettante. Tuttavia, le preoccupazioni delle giocatrice diminuirono dopo i fischi ricevuti a Wimbledon 1926. Sembrava che, in seguito a quell'episodio, la Lenglen volesse salvare la sua reputazione e il suo status sociale e vedeva in Pyle questa sicurezza. Nel corso del tour, Pyle tentò di reclutare tennisti del calibro di Helen Wills Moody, Kathleen McKane, Bill Tilden e Bill Johnston, ma senza successo. Aderirono al movimento, invece, Mary Browne, Paul Feret, Howard Kinsey, Harvey Snodgrass e Vincent Richards. Quest'ultimo, era considerato l'astro nascente del tennis statunitense, dopo le vittorie alle Olimpiadi di Parigi del 1924 in singolare e nelle specialità del doppio.
Nonostante non fosse il primo circuito professionale, viene considerato come il tour che ha aperto la strada ad altri tornei internazionali professionistici. Il circuito era formato da 40 tornei, che furono disputati dal 9 ottobre 1926 al 14 febbraio 1927 tra Canada, Stati Uniti e Cuba. Le partite contemplavano solitamente un giocatore contro Richards; la Browne contro la Lenglen; doppi maschili e doppi misti. Gli incontri del singolo erano al meglio dei tre set, mentre il doppio veniva disputato al meglio di un solo set.
La francese dominò Mary Browne battendola in 33 partite. La bravura della Lenglen era talmente disarmante, che Pyle propose di aumentare di 100 $ il contratto alla Browne per ogni partita in cui fosse riuscita a vincere più di quattro games, cercando di rendere il tour più entusiasmante. La tennista statunitense riuscì solamente in due occasioni a ottenere più di quattro giochi. Tuttavia, Mary vinse anche due parziali contro Suzanne: uno alla 33ª fermata e uno alla 36ª. In quest'ultima tappa, giocarono un solo set poiché la francese si ammalò, ma decise comunque di scendere in campo per i fan, per poi ritirarsi dal tour senza terminarlo. Da sottolineare il set vinto dalla Lenglen per 11-9 nella 23ª tappa, in cui la Browne fu vicina ad aggiudicarselo. In seguito a ciò, per decisione della francese, non si continuò la partita.
Al termine del tour, Suzanne incassò un totale di 100000 $, in più rispetto al giocatore di baseball più pagato dell'epoca Babe Ruth, che nel 1927 guadagnò la discreta cifra di 70000 $. Il tour fu un successo dal punto di vista finanziario, anche perché Pyle le diede la metà del ricavato dalla vendita di biglietti. Le mete più visitate furono gli incontri al Madison Square Garden di New York, dove si registrò un'affluenza di 13000 persone; il Public Auditorium di Cleveland, con circa 10000 persone presenti e all'Olympic Auditorium di Los Angeles, con 9000 persone sugli spalti. Basti pensare che nella prima serata del tour, il fatturato salì a 34000 $, con i biglietti che oscillavano da 1,50 a 5,50 $.
Pochi mesi dopo aver terminato il tour negli Stati Uniti, ne iniziò un altro nel Regno Unito firmando un contratto con Charles Cochran, di durata breve, nel mese di luglio del 1927. Insieme a lei, accettarono Dora Koring, medaglia d'argento alle Olimpiadi del 1912, ed Evelyn Dewhurst, ultima avversaria della Lenglen prima del passaggio al professionismo. Firmarono il contratto anche Karel Koželuh e Kinsey. Il tour, formato da 7 tappe, era ripartito in tre partite per ogni giornata: singolo maschile, singolo femminile e doppio misto. La Lenglen non perse mai un incontro, lasciando alle avversarie non più di cinque giochi. Le ultime tre tappe si giocarono negli stadi calcistici di: Queen's Park F.C., Blackpool F.C. e Manchester United F.C. In quest'ultima giornata, l'afflusso di appassionati era pari a 15000 persone.

#### Opinione pubblica sul passaggio al tennis professionale

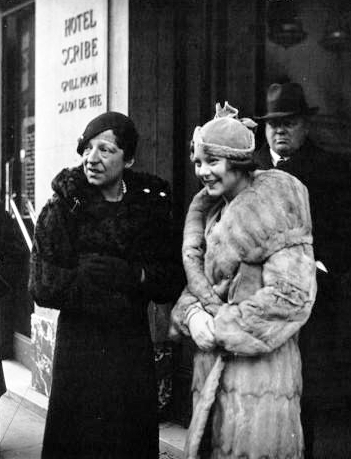
Suzanne insieme alla pattinatrice e attrice norvegese Sonja Henie (destra) a Parigi nel 1932

La Lenglen è stata duramente criticata dalla stampa e dai fan riguardo alla sua decisione di diventare una tennista professionale. Infatti, la Federazione Francese espulse lei e Feret, mentre l'All England Lawn Tennis Club revocò la sua appartenenza. Tuttavia, non mancarono le critiche della diretta interessata sul tennis dilettantistico. 
(Suzanne Lenglen, Al programma in preparazione del tour negli Stati Uniti)

### Il ritiro e la morte
Esausta per la durata del tour, le era stato consigliato dai medici di prendersi un lungo periodo di lontananza dal tennis per recuperare. La Lenglen scelse invece di ritirarsi definitivamente dalle competizioni per dirigere una scuola di tennis a Parigi, che fondò con l'aiuto e i soldi del suo amante Jean Tillier. La scuola, situata presso i campi del Roland Garros, si ampliò lentamente e venne riconosciuta come centro di allenamento federale dalla Federazione Tennistica Francese nel 1936. In quel periodo la Lenglen scrisse inoltre diversi libri sul tennis.
Nel giugno del 1938, la stampa francese annunciò che alla Lenglen era stata diagnosticata la leucemia. Appena tre settimane dopo, la tennista divenne cieca. Morì di anemia perniciosa il 4 luglio 1938. È sepolta nel cimitero parigino di Saint-Ouen a Saint-Ouen, fuori Parigi.

## Titoli e finali
Durante la sua carriera Suzanne Lenglen ha vinto 81 titoli nel singolare femminile, sette dei quali senza perdere un singolo gioco. Ha vinto inoltre 73 titoli nel doppio, e 8 nel doppio misto. Rimane l'unica persona ad aver vinto il torneo di singolare, doppio e doppio misto a Wimbledon nello stesso anno (nel 1920, 1922 e 1925).
Il numero totale di vittorie della Lenglen in tornei del Grande Slam è di 25, anche se i titoli vinti ai campionati francesi non sono sempre contati perché il torneo fino al 1925 era riservato a francesi o a iscritti a club francesi. Per questo alcune fonti le accreditano 21 titoli. Un elenco completo dei suoi titoli del Grande Slam:
|                       | Singolo              | Doppio          | Doppio misto     |
| --------------------- | -------------------- | --------------- | ---------------- |
| Campionati di Francia | 1920–1923, 1925–1926 | 1925, 1926      | 1925, 1926       |
| Wimbledon             | 1919–1923, 1925      | 1919–1923, 1925 | 1920, 1922, 1925 |

### Finali del Grande Slam
| Anno | Torneo                        | Avversario in finale | Punteggio      |
| 1919 | Torneo di Wimbledon           | Dorothea Douglass    | 10-8, 4-6, 9-7 |
| 1920 | Torneo di Wimbledon (2)       | Dorothea Douglass    | 6-3, 6-0       |
| 1921 | Torneo di Wimbledon (3)       | Elizabeth Ryan       | 6-2, 6-0       |
| 1922 | Torneo di Wimbledon (4)       | Molla Mallory        | 6-2, 6-0       |
| 1923 | Torneo di Wimbledon (5)       | Kathleen McKane      | 6-2, 6-2       |
| 1925 | Internazionali di Francia     | Kathleen McKane      | 6-1, 6-2       |
| 1925 | Torneo di Wimbledon (6)       | Joan Fry             | 6-2, 6-0       |
| 1926 | Internazionali di Francia (2) | Mary Browne          | 6-1, 6-0       |

## Eredità

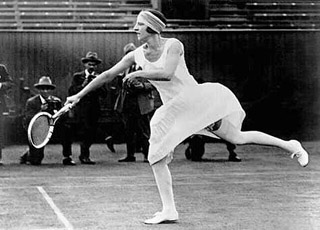
Nonostante il suo aspetto spigliato e talvolta discusso in campo, Suzanne Lenglen fu anche nota come giocatrice dotata di grazia

Prima della Lenglen, gli incontri di tennis femminile suscitavano poco interesse negli appassionati, ma ella divenne rapidamente una delle principali attrazioni di tale sport. I devoti del tennis e nuovi sostenitori iniziarono a fare la fila per accaparrarsi i biglietti per i suoi incontri. Umorale, estroversa, era una giocatrice passionale, la cui intensità sul campo poteva portare a irrefrenabili scoppi in lacrime. Fu una giocatrice brillante e dotata, con un gioco di gambe estremamente agile, velocità e un tiro dall'accuratezza micidiale, che le consentirono di dominare il tennis femminile per sette anni consecutivi. Il suo gioco eccellente, e l'introduzione del glamour sui campi da tennis, aumentarono l'interesse nel tennis femminile e nello sport femminile in generale.
Nel 1997 il secondo campo dello stadio del Roland Garros, dove si svolgono gli Open di Francia, venne rinominato in suo onore. Quattro anni dopo, la Federazione Tennistica Francese organizzò la prima Coppa Suzanne Lenglen per donne over 35. Disputato per la prima volta in Francia, l'evento annuale si svolge attualmente in una nazione diversa ogni anno.
La Lenglen continua a essere considerata da molti come una delle migliori giocatrici della storia del tennis. Ad esempio, l'All England Lawn Tennis and Croquet Club, organizzatore del torneo di Wimbledon, la giudica una delle cinque più grandi campionesse di Wimbledon. È presente nella International Tennis Hall of Fame dal 1978.

## Titoli in singolare (83)
| Data              | Torneo                                 | Superficie  | Avversario in finale      | Punteggio                 |
| Maggio 1913       | Torneo di Piccardia                    | Terra rossa | Mlle L. Marcot            | ?                         |
| 22 giugno 1913    | Torneo di Lilla                        | Terra rossa | Beatrice Butler           | 6-1, 6-1                  |
| 29 agosto 1913    | Torneo di Wimereux                     | Terra rossa | Blanche Colston           | 4-6, 9-7, 3-2 rit.        |
| 13 settembre 1913 | Torneo de Le Touquet-Paris-Plage       | Terra rossa | Blanche Colston           | 6-0, 2-6, 6-1             |
| 4 gennaio 1914    | Torneo di Wimereux                     | Terra rossa | Beatrice Butler           | 6-0, 6-0                  |
| 11 gennaio        | Torneo di Cannes I                     | Terra rossa | Ruth Winch                | 7-5, 3-6, 6-1             |
| 12 aprile 1914    | Torneo di Cannes II                    | Terra rossa | Elizabeth Ryan            | 6-3, 3-6, 6-2             |
| 9 giugno 1914     | World Hard Court Championships, Parigi | Terra rossa | Germaine Golding          | 6-2, 6-1                  |
| 15 giugno 1914    | Torneo di Lilla                        | Terra rossa | Beatrice Butler           | 6-0, 6-0                  |
| 21 giugno 1914    | Torneo di Amiens                       | Terra rossa | Mlle Vienne               | 6-0, 6-0                  |
| 2 marzo 1919      | Torneo di Cannes                       | Terra rossa | Doris Wolfson             | 6-1, 6-1                  |
| 9 marzo 1919      | La Festa, torneo di Monte Carlo        | Terra rossa | Doris Wolfson             | 6-0, 6-0                  |
| 16 marzo 1919     | Campionati di Riviera                  | Terra rossa | A. Doublet                | 6-0, 6-1                  |
| 25 marzo 1919     | Campionati del Sud della Francia       | Terra rossa | Doris Wolfson             | 6-0, 6-0                  |
| 30 marzo 1919     | Cannes Beau Site Hotel, Cannes         | Terra rossa | Alizabeth D'Ayen          | 6-0, 6-0                  |
| 25 maggio 1919    | Campionati di Parigi                   | Terra rossa | Jeanne Vaussard           | 6-0, 6-1                  |
| 5 luglio 1919     | Torneo di Wimbledon, Londra            | Erba        | Dorothea Lambert Chambers | 10-8, 4-6, 9-7            |
| 30 agosto 1919    | Torneo di Deauville                    | Terra rossa | Marguerite Broquedis      | 6-1, 6-3                  |
| 13 settembre 1919 | Torneo de Le Touquet-Paris-Plage       | Terra rossa | Madeline O'Neill          | 6-0, 6-1                  |
| 11 gennaio 1920   | Torneo annuale di Cannes               | Terra rossa | Madeline O'Neill          | 6-1, 6-0                  |
| 18 gennaio 1920   | Torneo Cannes Club                     | Terra rossa | Elizabeth Ryan            | 6-0, 6-1                  |
| 29 febbraio 1920  | Torneo di Beaulieu-sur-Mer             | Terra rossa | Elizabeth Ryan            | 6-2, 6-0                  |
| 7 marzo 1920      | Campionati di Monte Carlo              | Terra rossa | Elizabeth Ryan            | 6-1, 6-2                  |
| 30 aprile 1920    | Cannes Beau Site Hotel                 | Terra rossa | Sigrid Fick               | 6-1, 6-1                  |
| 13 giugno 1920    | Campionati di Parigi                   | Terra rossa | Marguerite Broquedis      | 6-1, 7-5                  |
| 3 luglio 1920     | Torneo di Wimbledon, Londra            | Erba        | Dorothea Lambert Chambers | 6-3, 6-0                  |
| 9 agosto 1920     | Torneo di Ostenda                      | Terra rossa | Helen Leisk               | 6-0, 6-0                  |
| 12 agosto 1920    | Torneo di Knokke-Heist                 | Terra rossa | Anne de Borman            | 6-0, 6-2                  |
| 23 agosto 1920    | Olimpiadi di Anversa                   | Terra rossa | Dorothy Holman            | 6-3, 6-0                  |
| 5 settembre 1920  | Torneo di Boulogne                     | Terra rossa | Madeline O'Neill          | 6-0, 6-0                  |
| 12 settembre 1920 | Torneo de Le Touquet-Paris-Plage       | Terra rossa | Madeline O'Neill          | 6-0, 6-1                  |
| 10 gennaio 1921   | Cannes Beau Site Hotel                 | Terra rossa | Blanche Colston           | 6-0, 6-0                  |
| 16 gennaio 1921   | Torneo di Cannes I                     | Terra rossa | Elizabeth Ryan            | 6-0, 6-1                  |
| 14 febbraio 1921  | Torneo di Nizza                        | Terra rossa | Elizabeth Ryan            | 6-0, 6-2                  |
| 21 febbraio 1921  | Torneo di Cannes II                    | Terra rossa | Elizabeth Ryan            | 6-0, 6-2                  |
| 6 marzo 1921      | La Festa, Torneo di Monte Carlo        | Terra rossa | Elizabeth Ryan            | 6-2, 6-0                  |
| 21 marzo 1921     | Campionati del Sud della Francia       | Terra rossa | Marcelle Septier          | 6-1, 6-1                  |
| 18 aprile 1921    | Torneo di Cannes III                   | Terra rossa | Phyllis Satterthwaite     | 6-1, 6-0                  |
| 1º maggio 1921    | Torneo di Beausoleil                   | Terra rossa | Phyllis Satterthwaite     | 6-1, 6-0                  |
| 22 maggio 1921    | Campionati di Francia, Parigi          | Terra rossa | Germaine Golding          | w/o                       |
| 5 giugno 1921     | World Hard Court Championships, Parigi | Terra rossa | Molla Mallory             | 6-2, 6-3                  |
| 2 luglio 1921     | Torneo di Wimbledon, Londra            | Erba        | Elizabeth Ryan            | 6-2, 6-0                  |
| 25 aprile 1922    | Torneo di Beausoleil                   | Terra rossa | Eleanor Goss              | 6-0, 6-0                  |
| 21 maggio 1922    | World Hard Court Championships, Parigi | Terra rossa | Elizabeth Ryan            | 6-3, 6-2                  |
| 11 giugno 1922    | Campionati di Francia, Parigi          | Terra rossa | Germaine Golding          | 6-4, 6-0                  |
| 18 giugno 1922    | Torneo di Lilla                        | Terra rossa | Germaine Golding          | 6-2, 6-0                  |
| 8 luglio 1922     | Torneo di Wimbledon                    | Erba        | Molla Mallory             | 6-2, 6-0                  |
| 30 luglio 1922    | Torneo de La Bourboule                 | Terra rossa | Helene Contostavlos       | 6-1, 6-0                  |
| 6 agosto 1922     | Torneo di Deauville                    | Terra rossa | Marguerite Broquedis      | 6-1, 6-1                  |
| 13 agosto 1922    | Torneo di Pourville                    | Terra rossa | Marie Danet               | Non disputato per pioggia |
| 30 settembre 1922 | Torneo di Marsiglia                    | Terra rossa | Helene Contostavlos       | 6-1, 6-0                  |
| 7 gennaio 1923    | Cannes Beau Site Hotel                 | Terra rossa | Phyllis Satterthwaite     | 6-4, 6-2                  |
| 11 febbraio 1923  | Torneo di Nizza                        | Terra rossa | Elizabeth Ryan            | ritirata                  |
| 18 febbraio 1923  | Torneo di Cannes II                    | Terra rossa | Elizabeth Ryan            | 6-3, 6-1                  |
| 12 marzo 1923     | Campionati di Riviera                  | Terra rossa | Kathleen McKane Godfree   | 6-2, 7-5                  |
| 19 marzo 1923     | Campionati del Sud della Francia       | Terra rossa | Elizabeth Ryan            | 6-1, 6-0                  |
| 27 maggio 1923    | World Hard Court Championships, Parigi | Terra rossa | Kathleen McKane Godfree   | 6-3, 6-3                  |
| 17 giugno 1923    | Campionati di Francia, Parigi          | Terra rossa | Germaine Golding          | 6-1, 6-4                  |
| 7 luglio 1923     | Torneo di Wimbledon, Londra            | Erba        | Kathleen McKane Godfree   | 6-2, 6-2                  |
| 5 agosto 1923     | Torneo di Deauville                    | Terra rossa | Sylvia Lafaurie           | 6-1, 6-0                  |
| 13 agosto 1923    | Torneo di Poruville                    | Terra rossa | Nanette le Besnerais      | 6-0, 6-0                  |
| 18 agosto 1923    | Torneo di Cabourg                      | Terra rossa | Daisy Speranza-Wyns       | ritirata                  |
| 2 settembre 1923  | Torneo di Chateau d'Ardennes           | Terra rossa | Marthe Dupont             | 6-1, 6-0                  |
| 10 settembre 1923 | Campionati di Spagna                   | Terra rossa | Nanette le Besnerais      | 6-0, 6-1                  |
| 17 settembre 1923 | Torneo di Biarritz                     | Terra rossa | Germaine Le Conte         | ritirata                  |
| 1º ottobre 1923   | Campionati di Portogallo               | Terra rossa | M. Graham                 | 6-0, 6-0                  |
| 14 ottobre 1923   | Campionati Internazionali Spagnoli     | Terra rossa | Maria Luisa Marnet        | 6-0, 6-0                  |
| 10 febbraio 1924  | Torneo di Nizza                        | Terra rossa | Dorothy Shepherd-Barron   | 6-0, 6-1                  |
| 9 marzo 1924      | Campionati di Riviera                  | Terra rossa | Phyllis Covell            | 6-2, 6-1                  |
| 16 marzo 1924     | Campionati del Sud della Francia       | Terra rossa | Phyllis Covell            | 6-2, 6-1                  |
| 27 aprile 1924    | Torneo di Barcellona                   | Terra rossa | Maria Luisa Marnet        | 6-1, 6-1                  |
| 8 febbraio 1925   | Torneo di Nizza                        | Terra rossa | M. Tripp                  | 6-0, 6-1                  |
| 15 marzo 1925     | Campionati del Sud della Francia       | Terra rossa | Ermyntrude Harvey         | ritirata                  |
| 7 giugno 1925     | Internazionali di Francia, Parigi      | Terra rossa | Kathleen McKane Godfree   | 6-1, 6-2                  |
| 3 luglio 1925     | Torneo di Wimbledon, Londra            | Erba        | Joan Fry                  | 6-2, 6-0                  |
| 30 luglio 1925    | Torneo di Pourville                    | Terra rossa | Yvonne Bourgeois          | 6-0, 6-0                  |
| 30 agosto 1925    | Torneo di Deauville                    | Terra rossa | Daphne Akhurst            | 6-2, 6-2                  |
| 6 settembre 1925  | Torneo di Chateau d'Ardennes           | Terra rossa | Simone Washer             | 6-1, 6-1                  |
| 13 settembre 1925 | Torneo di Biarritz                     | Terra rossa | Marguerite Broquedis      | 6-0, 6-0                  |
| 7 febbraio 1926   | Torneo di Nizza (Parc Imperial)        | Terra rossa | M. A. Wright              | 6-0, 6-0                  |
| 16 febbraio 1926  | Torneo di Cannes Club                  | Terra rossa | Helen Wills               | 6-3, 8-6                  |
| 1º maggio 1926    | Campionati di Roma                     | Terra rossa | Maud Rosenbaum            | 6-0, 6-0                  |
| 14 giugno 1926    | Internazionali di Francia, Parigi      | Terra rossa | Mary Browne               | 6-2, 6-0                  |

## Risultati in doppio nei tornei del Grande Slam

### Doppio femminile

#### Vinte (8)
| Anno | Torneo                            | Compagna       | Avversarie in finale                             | Punteggio      |
| 1919 | Torneo di Wimbledon, Londra       | Elizabeth Ryan | Dorothea Lambert Chambers Ethel Thomson Larcombe | 4-6, 7-5, 6-3  |
| 1920 | Torneo di Wimbledon, Londra       | Elizabeth Ryan | Dorothea Lambert Chambers Ethel Thomson Larcombe | 6-4, 6-0       |
| 1921 | Torneo di Wimbledon, Londra       | Elizabeth Ryan | Geraldine Beamish Irene Peacock                  | 6-1, 6-2       |
| 1922 | Torneo di Wimbledon, Londra       | Elizabeth Ryan | Kathleen McKane Godfree Margaret McKane Stock    | 6-0, 6-4       |
| 1923 | Torneo di Wimbledon, Londra       | Elizabeth Ryan | Joan Austin Evelyn Colyer                        | 6-3, 6-1       |
| 1925 | Internazionali di Francia, Parigi | Julie Vlasto   | Evelyn Colyer Kathleen McKane Godfree            | 6-1, 9-11, 6-2 |
| 1925 | Torneo di Wimbledon, Londra       | Elizabeth Ryan | Kathleen Bridge Mary McIlquham                   | 6-2, 6-2       |
| 1926 | Internazionali di Francia, Parigi | Julie Vlasto   | Evelyn Colyer Kathleen McKane Godfree            | 6-1, 6-1       |

### Doppio misto

#### Vinte (5)
| Anno | Torneo                            | Compagna         | Avversarie in finale               | Punteggio |
| 1920 | Torneo di Wimbledon, Londra       | Gerald Patterson | Elizabeth Ryan Randolph Lycett     | 7-5, 6-3  |
| 1922 | Torneo di Wimbledon, Londra       | Pat O'Hara Wood  | Elizabeth Ryan Randolph Lycett     | 6-4, 6-3  |
| 1925 | Internazionali di Francia, Parigi | Jacques Brugnon  | Henri Cochet Julie Vlasto          | 6-2, 6-2  |
| 1925 | Torneo di Wimbledon, Londra       | Jean Borotra     | Elizabeth Ryan Umberto de Morpurgo | 6-3, 6-3  |
| 1926 | Internazionali di Francia, Parigi | Jacques Brugnon  | Nanette le Besnerais Jean Borotra  | 6-4, 6-3  |